# Valentino Bobbio
Valentino Bobbio (Alessandria, 29 settembre 1872 – Torino, 13 giugno 1940) è stato un militare e politico italiano.

## Biografia
Zio del filosofo Norberto Bobbio, entrato in accademia nel 1890, iniziò la sua carriera nel 1892, destinato al 1º reggimento alpini col grado di sottotenente, e la concluse nel 1936 col grado di generale di corpo d'armata. Prese parte alla guerra italo-turca e ricoprì diversi comandi durante la prima guerra mondiale. Fu ispettore delle Truppe alpine (28 novembre 1932-1º agosto 1933) e dell'Arma di fanteria (30 novembre 1935-1º ottobre 1937). Venne scelto come senatore di nomina regia nel 1939.